# ماریوس اسکرام-ینسن
ماریوس اسکرام-ینسن (به انگلیسی: Marius Skram-Jensen) ژیمناست زادهٔ ۱ مارس ۱۸۸۱ میلادی اهل کشور دانمارک است.